# Chamaesphacos ilicifolius
Chamaesphacos es un género `monotípico de plantas con flores perteneciente a la familia Lamiaceae. Su única especie: Chamaesphacos ilicifolius Schrenk ex Fisch. & C.A.Mey., Enum. Pl. Nov. 1: 27 (1841), es originario del centro y oeste de  Asia en China.

## Descripción
Es una planta anual herbácea, subglabra. Las hojas son pecioladas, subuladas-aserradas, los dientes espinescentes. Con verticilos de 2-6 de flores, muy espaciados y basales. Cáliz tubular-acampanado, con 10 - o 11-venas. El tubo de la corola delgado, con el labio superior recto, el labio inferior más corto. El fruto en forma de núculas negras, oblongas, lisas, a veces con escamas manchadas, con alas membranosas.

## Distribución
Se distribuye por Afganistán, China, Kazajistán, Rusia, Tayikistán, Turkmenistán, Uzbekistán y el suroeste de Asia.

## Taxonomía
Chamaesphacos ilicifolius fue descrita por Schrenk ex Fisch. & C.A.Mey. y publicado en Enumeratio Plantarum Novarum 1: 28. 1841.
Sinonimia
- Chamaesphacos longiflorus Bornm. & Sint., Mitth. Thüring. Bot. Vereins, n.f., 18: 51 (1905).[1]